# 林裕焕
林裕焕（임유환，1983年12月2日—），韩国足球运动员，现效力于日本甲組職業足球聯賽球队新潟天鵝。

## 俱乐部生涯
林裕焕在汉阳大学踢球时曾被认为是洪明甫的接班人。2003年6月，他加盟日本职业足球联赛球队京都不死鸟，开始职业足球生涯。2004年，林裕焕回到韩国，和全北现代汽车签约，之后除了2007年上半赛季短暂加盟蔚山现代外，他一直为全北现代汽车效力至2013年。
2013年12月10日，中国足球超级联赛球队上海申鑫宣布和林裕焕签约。

## 国家队生涯
林裕焕曾代表韩国青年国家队参加2003年世青赛和2004年夏季奥林匹克运动会。2008年11月15日，他曾在韩国国家足球队1比1战平卡塔尔的友谊赛第78分钟替补李根镐出场，这也是他唯一一次代表成年国家队出场比赛。